# Pierre Cabanel de Sermet
Pour les articles homonymes, voir Cabanel et Sermet.
Pierre-Sophie Cabanel, baron de Sermet, né le 14 novembre 1801 à Paris, de Pierre Alexandre Théodat Cabanel originaire de Saint-Domingue et de Jeanne Madeleine Courlet, et mort le 13 mai 1875  à Paris (8e arrondissement), est un ingénieur français.

## Biographie
Il épouse en 1834 à Paris Marie-Anne Revil avec laquelle il aura 3 enfants : Marie-Françoise-Alexandrine Cabanel de Sermet en 1835, Jean-Paul Cabanel de Sermet en 1837 et François-Roger Cabanel de Sermet en 1850.
Il entre à l'École polytechnique en 1819 et au service des Ponts et Chaussées en 1821, ingénieur en chef en 1839, et inspecteur général en 1852. 
Il a été responsable du service de la navigation au début de sa carrière.
Ingénieur en chef il est chargé de la première section du chemin de fer de Paris à Strasbourg, on lui doit, avec l'architecte François-Alexandre Duquesney, la construction de la première gare de l'Est, ouverte en 1849 par la Compagnie de Paris à Strasbourg sous le nom d'« embarcadère de Strasbourg »,.
C'est lui qui avait défendu, concernant la ligne Paris-Strasbourg, la décision de créer une gare séparée de la gare du Nord.
Plus tard il a été chargé de la surveillance des travaux de l'Exposition universelle de 1867.
Il est promu Commandeur de la Légion d'honneur par décret du 12 août 1868.